# Philippe Mieg
Philippe Mieg est un ingénieur, historien et généalogiste français né le 29 avril 1900 au Havre et mort le 12 février 1980 à Mulhouse.

## Biographie
Philippe Mieg naît au Havre le 29 avril 1900. Son père est Georges Edmond Mieg et sa mère Marie Valentine de Coninck. Il fait partie de la famille Mieg, une petite famille noble alsacienne qui a occupé une place importante dans la production textile dans la région de Mulhouse du XVIIe siècle à la fin du XIXe siècle. Outre des industriels, plusieurs membres de la famille sont devenus notables dans les sciences, les arts et l’histoire ; Philippe Mieg est ainsi l’arrière petit-fils de l’historien Jean-Georges Mieg. Après 1870, la famille opte pour la France et doit quitter l’Alsace ; c’est à ce moment qu’elle s’installe au Havre, en conservant toutefois des liens étroits avec la région,.
Philippe Mieg passe sa jeunesse à Mulhouse, où arrive en 1902. Il y habite la maison familiale située avenue Clémenceau, alors rue d’Altkirch, et est scolarisé au Kaiserliches Gymnasium. Au début de la Première Guerre mondiale en 1914, les Français sont expulsés d’Alsace et Philippe Mieg doit donc retourner au Havre. Il y termine ses études secondaires puis entre à l’université de Caen, où il est inscrit à la faculté des sciences. Il intègre ensuite la classe de mathématiques spéciale du lycée de Grenoble afin de préparer le concours d’entrée à l’École des arts et manufacture de Paris, qu’il réussit en 1919. Il achève son cursus en 1922 par l’obtention du diplôme d’ingénieur ECP,.
L’Alsace étant redevenue français, Philippe Mieg peut alors rentrer à Mulhouse, où il travaille d’abord comme ingénieur pour l’association des propriétaires d’appareils à vapeur. À la mort de son père en 1924, il reprend la direction du cabinet d’assurances et de fourniture de coton industriel de celui-ci. Il épouse le 11 octobre 1930 Jacqueline Ebersolt, issue d’une famille d’industriels, avec laquelle il aura six enfants. Son nouveau travail étant moins chronophage, il commence également à se consacrer au cours des années 1920 à l’histoire et adhère aux sociétés d’histoire locale,.
Mobilisé en 1939 comme ingénieur à la poudrerie de Toulouse, il est considéré indésirable par les nazis et expulsé d’Alsace après l’annexion de la région par l’Allemagne. La famille émigre alors à Grenoble, où il travaille pour la compagnie générale de duralumin. À la fin de la guerre, Philippe Mieg rentrent à Mulhouse et s’installent rue de Bâle, la maison familiale ayant été détruite pendant la guerre.
Dans les décennies suivantes, l’essentiel de l’activité de Philippe Mieg se tourne vers l’histoire. Il participe à de nombreuses sociétés savantes, notamment la Société industrielle de Mulhouse, et fonde en 1951 la Société des Amis du Vieux-Mulhouse pour appuyer le musée historique de Mulhouse. Il participe également à la fondation de la Société d’histoire et des sciences naturelles de Mulhouse et reçoit le 28 novembre 1969 le titre de docteur honoris causa de l’université de Bâle. Malade, il meurt le 12 février 1980 à Mulhouse,.